# Alaksandr Miakinnik
Alaksandr Piatrowicz Miakinnik (biał. Аляксандр Пятровіч Мякіннік, ros. Александр Пётрович Мякинник, Aleksandr Piotrowicz Miakinnik; ur. 17 lipca 1968 w Chmielówce w obwodzie mińskim) – białoruski polityk, od 2012 roku deputowany do Izby Reprezentantów Zgromadzenia Narodowego Republiki Białorusi V kadencji.

## Życiorys
Urodził się 17 lipca 1968 roku we wsi Chmielówka, w rejonie mińskim obwodu mińskiego Białoruskiej SRR, ZSRR. Ukończył Akademię Ministerstwa Spraw Wewnętrznych Republiki Białorusi. Pracę rozpoczął jako sztukator–brukarz–glazurnik w Zarządzie Budowlano-Montażowym Nr 5 w Mińsku. Odbył służbę w szeregach wojsk Ministerstwa Spraw Wewnętrznych ZSRR. Pracował na różnych stanowiskach w organach spraw wewnętrznych Republiki Białorusi. Był deputowanym do Wiejskiej Rady Deputowanych (sielsowietu) w Pietryszkach i Mińskiej Rejonowej Rady Deputowanych. Pełnił funkcję zastępcy przewodniczącego Mińskiej Rejonowej Rady Deputowanych, przewodniczącego sielsowietu Pietryszki. Był delegatem na III i IV Wszechbiałoruskie Zjazdy Ludowe. Jest członkiem rady Mińskiego Rejonowego Oddziału Republikańskiego Zjednoczenia Społecznego „Biała Ruś”.
18 października 2012 roku został deputowanym do Izby Reprezentantów Zgromadzenia Narodowego Republiki Białorusi V kadencji z Zasławskiego Okręgu Wyborczego Nr 77. Pełni w niej funkcję zastępcy przewodniczącego Stałej Komisji ds. Budżetu i Finansów.

## Życie prywatne
Alaksandr Miakinnik jest żonaty, ma syna.